# Christian Wolff (Informationswissenschaftler)
Christian Wolff (* 14. September 1966 in München) ist ein deutscher Medieninformatiker.

## Leben
Nach dem Abitur am Goethe-Gymnasium Regensburg studierte er Linguistische Informationswissenschaft, Geschichte, Allgemeine Sprachwissenschaft und Anglistik an den Universitäten Regensburg und Bielefeld. Nach seinem Magisterexamen (1990) arbeitete er an der Universität Regensburg in einem informationswissenschaftlichen Forschungsprojekt bei Jürgen Krause. Ab 1994 arbeitete er als Assistent bei Gerhard Heyer in der Abteilung für automatische Sprachverarbeitung am Institut für Informatik der Universität Leipzig. Nach der Habilitation 2000 in Leipzig wechselte er 2003 auf die neue Professur für Medieninformatik an der Universität Regensburg.

## Schriften (Auswahl)
- Graphisches Faktenretrieval mit Liniendiagrammen. Gestaltung und Evaluierung eines experimentellen Rechercheverfahrens auf der Grundlage kognitiver Theorien der Graphenwahrnehmung. Konstanz 1995, ISBN 3-87940-562-X.
- Dynamische elektronische Bücher. Untersuchungen zur Modellierung wissenschaftlicher Lehrwerke als elektronische Publikationen am Beispiel eines Lehrbuchs der Experimentalphysik. 2000.